# 宋徽宗御笔碑
29°52′20.11″N 121°26′46.78″E / 29.8722528°N 121.4463278°E
宋徽宗御笔碑位于位于中国浙江省宁波市海曙区集士港镇广德庵内，共两通，前一通碑额为“省降御笔”四字，立于宋政和八年（1118年），内容为楼异关于废广德湖，填湖造田的奏请及圣上（宋徽宗）的批复，后一通碑额为“御笔”二字，立于1119年，内容为宋徽宗给当时明州太守楼异的敕谕与楼异为建造高丽使馆之事，2005年4月公布为鄞州区文物保护单位，2018年12月28日因行政区划调整公布为海曙区文物保护单位。